# My Wave
My Wave – utwór amerykańskiej grupy rockowej Soundgarden. My Wave został wydany w 1994 roku, jako czwarty singel promujący album Superunknown. Autorem tekstu jest Chris Cornell, muzyka powstała przy współpracy gitarzysty Kima Thayila i Chrisa Cornella. Utwór dotarł do 11 pozycji na liście Billboard Mainstream Rock Tracks.

## Lista utworów
Promocyjne CD (USA)
1. "My Wave" – 5:12

CD (Australia)
1. "My Wave" – 5:12
2. "Spoonman" (Steve Fisk remix) (Cornell) – 6:55
3. "Birth Ritual" (demo) (Cornell, Matt Cameron, Thayil) – 5:50
4. "My Wave" (live) – 4:34

## Twórcy
- Chris Cornell - wokal, gitara
- Kim Thayil - gitara
- Ben Shepherd - bas
- Matt Cameron - perkusja